# Peruvian Airlines
Peruvian Airlines o también conocida como Peruvian fue una línea aérea peruana con sede en Lima, Perú, filial del grupo Aergo. Se dedicó a realizar vuelos nacionales y a partir del 2014 inició su etapa de internacionalización. El 2 de octubre de 2019, la empresa cesó todas sus operaciones debido a un embargo realizado por el Tribunal Fiscal de Aduanas del Perú a todas sus cuentas por una diferencia en la valoración en la importación temporal de dos aeronaves.

## Historia

### Antecedentes

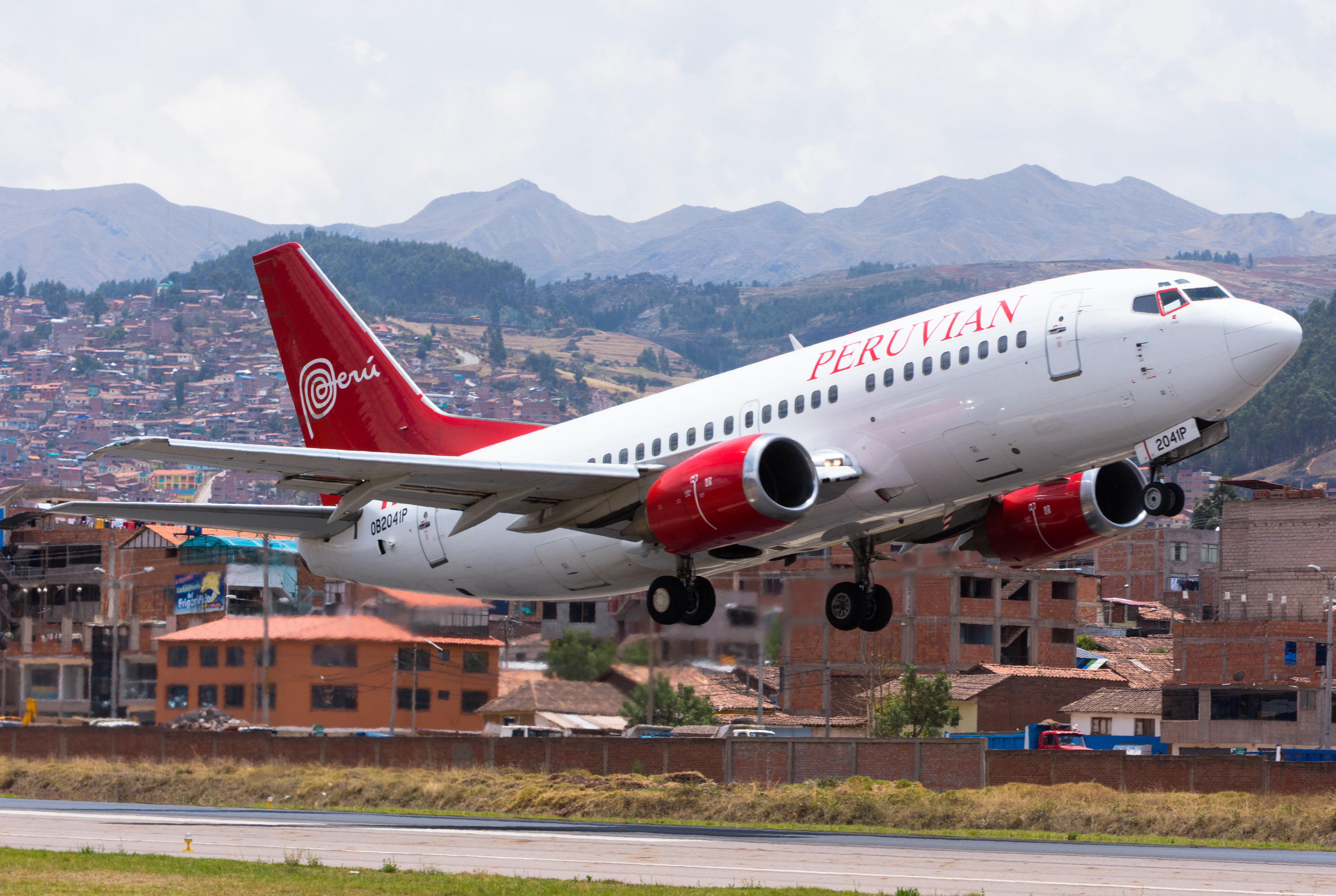
Boeing 737-500 de Peruvian Airlines despegando del Aeropuerto Internacional Alejandro Velasco Astete.

En noviembre del año 2007 el empresario peruano, César Cataño, fundó Peruvian Airlines. Veinte meses después, el 7 de agosto de 2009, Peruvian Airlines recibió de la Dirección General de Aeronáutica Civil-DGAC (autoridad aeronáutica peruana) el Certificado de Operador Aeronáutico (AOC) que la autoriza a realizar vuelos de pasajeros, carga y correo dentro del Perú. En 2011 el grupo Irlandés Aergo adquirió el 70% de las acciones de la aerolínea con lo cual se posicionó como socio controlador, finalizando la participación de su fundador César Cataño en la compañía.

### Historia
Peruvian Airlines inició operaciones con vuelos desde el Aeropuerto Internacional Jorge Chávez de Lima hacia Arequipa el 29 de octubre del 2009. El mismo año Peruvian inició vuelos a Tacna e Iquitos. En el 2010, Cuzco y Piura se sumaron a la red de destinos y al año siguiente la compañía voló a Ilo tan solo por dos meses. La compañía no expandió su red de destinos por otros 2 años cuando inició operaciones a las ciudades de Tarapoto y Pucallpa. El primer destino internacional de Peruvian fue La Paz, donde inició operaciones en diciembre del 2014.
El 10 de mayo de 2018, firmó con la aerolínea Star Perú, una alianza comercial llamada Alianza Perú.
En octubre de 2019 suspendió todas sus operaciones comerciales debido a un embargo del Gobierno peruano a todas sus cuentas.

## Flota histórica
| Aeronaves      | Total | Introducido | Retirado | Matrículas |
| -------------- | ----- | ----------- | -------- | --- |
| Antonov An-26  | 1     | 2011        | 2012     | OB-1893P |
| Boeing 737-200 | 5     | 2009        | 2019     | OB-1841P, OB-1851P, OB-1839P, OB-1823P y OB-1954P                                                                                 |
| Boeing 737-300 | 12    | 2010        | 2019     | OB-1960P, OB-1961P, OB-2089P, OB-2090P, OB-2040P, OB-2036P, OB-2142P, OB-2139P, OB-2037P, OB-2176P, OB-2181P, OB-2167P y OB-2185P |
| Boeing 737-400 | 1     | 2014        | 2019     | OB-2079P |
| Boeing 737-500 | 5     | 2013        | 2019     | OB-2041P, OB-2140P, OB-2124P, OB-2138P y OB-2135P                                                                                 |
| Douglas DC-8   | 2     | 2013        | 2019     | OB-2059P y OB-2158P |
| Short 360      | 1     | 2014        | 2015     | OB-2087 |

## Antiguos destinos

### Destinos nacionales
| País | Destinos  | Aeropuertos                                                      | Desde                                                                                                  |
| ---- | --------- | ---------------------------------------------------------------- | --- |
| Perú | Arequipa  | Aeropuerto Internacional Rodríguez Ballón (HUB secundario)       | Cuzco, Ilo, Lima, Piura, Pucallpa, Tacna y Tarapoto                                                    |
| Perú | Cajamarca | Aeropuerto Mayor General FAP Armando Revoredo Iglesias           | Lima                                                                                                   |
| Perú | Chiclayo  | Aeropuerto Internacional Capitán FAP José A. Quiñones            | Lima                                                                                                   |
| Perú | Cuzco     | Aeropuerto Internacional Alejandro Velasco Astete                | Arequipa, Lima y Piura,                                                                                |
| Perú | Iquitos   | Aeropuerto Internacional Coronel FAP Francisco Secada Vignetta   | Lima, Pucallpa y Tarapoto                                                                              |
| Perú | Ilo       | Aeropuerto de Ilo                                                | Arequipa y Lima                                                                                        |
| Perú | Jauja     | Aeropuerto Francisco Carlé                                       | Lima                                                                                                   |
| Perú | Lima      | Aeropuerto Internacional Jorge Chávez (HUB primario)             | Arequipa, Cajamarca, Chiclayo, Cuzco, Iquitos, Ilo, Jauja, Piura, Pucallpa, Tacna, Tarapoto y Trujillo |
| Perú | Piura     | Aeropuerto Internacional Capitán FAP Guillermo Concha Iberico    | Arequipa, Cuzco, Lima y Pucallpa,                                                                      |
| Perú | Pucallpa  | Aeropuerto Internacional Capitán FAP David Abensur Rengifo       | Arequipa, Iquitos, Lima y Tarapoto                                                                     |
| Perú | Tacna     | Aeropuerto Internacional Coronel FAP Carlos Ciriani Santa Rosa   | Arequipa, Lima y Piura                                                                                 |
| Perú | Tarapoto  | Aeropuerto Cadete FAP Guillermo del Castillo Paredes             | Arequipa, Iquitos, Lima y Pucallpa                                                                     |
| Perú | Trujillo  | Aeropuerto Internacional Capitán FAP Carlos Martínez de Pinillos | Lima                                                                                                   |

### Destinos internacionales
| País    | Destinos | Aeropuertos                      | Desde        |
| ------- | -------- | -------------------------------- | ------------ |
| Bolivia | La Paz   | Aeropuerto Internacional El Alto | Lima y Cuzco |

## Accidentes e incidentes
- El 28 de marzo de 2017 el Vuelo 112 de Peruvian Airlines sufrió una excursión de pista durante el aterrizaje cuyas causas están en investigación, esto ocurrió Jauja. No hubo heridos ni muertos, pero el Boeing 737-3M8 [OB-2036-P] quedó en pérdida total tras el incendio que prosiguió al impacto contra el terreno.

- En la mañana del jueves 22 de noviembre del 2018 un Boeing 737-53C del Vuelo 331 de Peruvian Airlines de la aerolínea con matrícula [OB-2041-P] se accidentó en la pista del aeropuerto de La Paz (Bolivia). La causa se debió a un aterrizaje forzoso que provocó el colapso de los trenes de aterrizaje centrales de la aeronave, haciendo que esta quedara "de barriga" sobre la superficie de la pista. No se reportaron heridos.

- El martes 21 de marzo de 2016 a las 11:20 a. m., el Vuelo 218 de Peruvian Airlines un vuelo de Cuzco (SPZO) a la ciudad de Lima (SPJC) sufre una excursión de pista cuando procedía a despegar del aeropuerto, al momento del despegue un neumático reventó y al efectuar el RTO (Rejected Take Off) terminó fuera de la pista. El Boeing 737-53C [OB-2041-P] tiempo después tendría otro accidente en La Paz, dos años después (P9-331).

## Acuerdos con código compartido
Peruvian Airlines tuvo acuerdos comerciales con las siguientes compañías:
- Aerolíneas Argentinas[7]
- Star Perú[8]

## Logotipo
| Período     | Características                                                                                           |
| ----------- | --- |
| 2009 - 2019 | El logo es la marca Perú de color blanco en fondo rojo y al costado las letras "PERUVIAN", de color rojo. |